# Ibrahima Cissé (Fußballspieler, 1994)
Ibrahima Cissé (* 28. Februar 1994 in Lüttich) ist ein guineisch-belgischer Fußballspieler.

## Karriere

### Verein
Cissé begann seine Karriere bei Standard Lüttich. Im Dezember 2011 stand er erstmals im Profikader, zum Einsatz kam er in der Saison 2011/12 allerdings noch nicht. Im Juli 2012 debütierte er dann gegen den SV Zulte Waregem für die Profis von Standard in der Division 1A. In der Saison 2012/13 kam er insgesamt zu 17 Ligaeinsätzen. In der Saison 2013/14 absolvierte er 18 Partien in der höchsten belgischen Spielklasse. Zur Saison 2014/15 schloss er sich dem Ligakonkurrenten KV Mechelen. In seiner ersten Spielzeit in Mechelen spielte er 29 Mal in Belgiens Oberhaus. In der Saison 2015/16 kam er zu 15 Einsätzen.
Zur Saison 2016/17 kehrte der Defensivspieler nach Lüttich zurück. Während seines zweiten Engagements spielte er 22 Mal für Standard in der Division 1A. Zur Saison 2017/18 wechselte Cissé nach England zum Zweitligisten FC Fulham. Bei Fulham konnte er sich aber nie durchsetzen. In seiner ersten Spielzeit im Ausland kam er zu sechs Einsätzen in der EFL Championship, mit den Londonern stieg er zu Saisonende in die Premier League auf. In Englands Oberhaus machte er drei Spiele, ehe Fulham am Ende der Saison 2018/19 direkt wieder in die Championship abstieg. Nach dem Wiederabstieg stand der Mittelfeldspieler allerdings nicht ein Mal mehr im Spieltagskader Fulhams.
Daraufhin wurde sein Vertrag im Februar 2020 aufgelöst. Nach mehreren Monaten ohne Klub kehrte er im September 2020 nach Belgien zurück und schloss sich dem Zweitligisten RFC Seraing an. Für Seraing kam er verletzungsbedingt bis zum Ende der Saison 2020/21 nur zweimal in der Division 1B zum Einsatz, mit dem Verein stieg er in die Division 1A auf. In der höchsten Spielklasse absolvierte er in der Saison 2021/22 31 Partien. Nach der Saison 2021/22 verließ er Seraing.
Im Anschluss wechselte Cissé im September 2022 nach Russland zu Ural Jekaterinburg. Für Ural kam er insgesamt zu 38 Einsätzen in der Premjer-Liga, aus der er mit dem Team aber 2023/24 abstieg. Zur Saison 2024/25 wechselte er daraufhin in die Vereinigten Arabischen Emirate zum Dibba al-Hisn Sports Club.

### Nationalmannschaft
Cissé spielte zwischen 2010 und 2015 ab der U-17 29 Mal für belgische Jugendnationalauswahlen. 2018 wechselte der gebürtige Belgier dann aber den Verband und debütierte im September 2018 gegen Zentralafrika für die guineische Nationalmannschaft. Mit Guinea nahm er 2019 am Afrika-Cup teil, bei dem er mit dem Land das Achtelfinale erreichte. Während des Turniers kam Cissé in allen vier Partien Guineas zum Einsatz. Auch für den Afrika-Cup 2022 wurde er in den guineischen Kader berufen, mit dem er erneut das Achtelfinale erreichte. Während des Turniers kam Cissé abermals in allen vier Partien zum Einsatz.